# Jarretank
Jarretank was een Speedrock-/Punkband uit Zwaagwesteinde.

## Biografie
Jarretank werd opgericht in 2004. De band speelt naar eigen zeggen Speedrock & Roll. De nummers zijn voornamelijk in het Fries geschreven, in de lijn van bands als Jitiizer en Strawelte. De teksten van de band kunnen worden omschreven als rebels doch humoristisch. In 2010 bracht de band de CD 'Fryske Rebel' uit. In 2011 maakte Jarretank bekend te stoppen. In december van 2011 gaf de band een afscheidsconcert in Zwaagwesteinde. Drie bandleden gingen, samen met twee anderen, verder als Smoking Gun. Eind 2013 gaf de band een reünieconcert tijdens het afscheid van poppodium It Badhûs, samen met onder anderen Newsense Memory.

## Bandleden
Jarretank bestaat uit:
- Melle 'Stek' Stienstra (Zang)
- Gerard Tigchelaar (Basgitaar/backing vocals)
- Dennie Barentsen (Elektrische gitaar)
- 'Lytse' Jan (Elektrische gitaar)
- Sjoerd Jerrit de Vries (Drums)

## Discografie

### Albums
| Album met eventuele hitnotering(en) in de Nederlandse Album Top 100 | Datum van verschijnen | Datum van binnenkomst | Hoogste positie | Aantal weken | Opmerkingen |
| ------------------------------------------------------------------- | --------------------- | --------------------- | --------------- | ------------ | ----------- |
| Fryske Rebel                                                        | 15-10-2010            | -                     | -               | -            | -           |